# Tombe de yakuza et fleur de gardénia
Pour plus de détails, voir Fiche technique et Distribution.
Tombe de yakuza et fleur de gardénia (やくざの墓場 くちなしの花, Yakuza no hakaba: Kuchinashi no hana) est un film japonais réalisé par Kinji Fukasaku et sorti en 1976.

## Synopsis
Ce film dépeint la collusion entre la société yakuza et l'organisation policière. L'inspecteur Kuroiwa enquête sur une organisation yakuza appelée Nishida-gumi.

## Fiche technique
- Titre français : Tombe de yakuza et fleur de gardénia[3]
- Titre original : やくざの墓場 くちなしの花 (Yakuza no hakaba: Kuchinashi no hana?)
- Réalisateur : Kinji Fukasaku
- Scénario : Kazuo Kasahara (ja)
- Photographie : Tōru Nakajima
- Montage : Isamu Ichida (ja)
- Décors : Jirō Tomita
- Musique : Toshiaki Tsushima
- Société de production : Tōei
- Format : couleur - 2,35:1 - 35 mm - son mono
- Genre : Policier et yakuza eiga
- Durée : 96 minutes[4]
- Date de sortie :
  - Japon : 30 octobre 1976[4]

## Distribution
- Tetsuya Watari : Ryu Kuroiwa
- Meiko Kaji : Keiko Matsunaga
- Tatsuo Umemiya : Gorō Iwata
- Hideo Murota : Yoshito Hidaka
- Kin Sugai : Kimiyo Iwamoto
- Nenji Kobayashi : Akira Kitajima
- Nobuo Kaneko : Akama
- Nagisa Ōshima : Muramoto
- Kei Satō : Teramitsu
- Mikio Narita : Nozaki